# Pholioxenus eremicola
Pholioxenus eremicola är en skalbaggsart som först beskrevs av Thérond 1965.  Pholioxenus eremicola ingår i släktet Pholioxenus och familjen stumpbaggar. Inga underarter finns listade i Catalogue of Life.